# 脳化指数
脳化指数（のうかしすう、英語: encephalization quotient、略称：EQ）とは、脳の重さと体重から、
式
[EQ] = [定数] × [脳の重量] ÷ [体重]2/3
で算出される値である。体重が大きいほど脳も重くなる傾向があるため、それが補正される。動物の知性の指標として、ハリー・ジェリソンが1973年に考案した。

## 算出
脳の重量はアロメトリーに従い、全体重の冪に比例する傾向がある。脳化指数の提唱当時は、体重の2/3乗に比例すると考えられていた。そのため脳化指数は、脳の重量を体重の2/3乗で割り、適当な係数を掛けた値で表される。ただしより詳しい計測・解析の結果、この冪指数は3/4乗と判明したため、2/3乗を使った脳化指数には、体重が大きい動物ほど過大に見積もるバイアスが少し（体重10倍で+21%、1000倍で+78%）ある。
脳化指数は単独の数値に意味はなく、比較にのみ使われる。そのため、全体に掛ける係数は、任意に決められる。ジェリソンが最初に使った、ネコのEQを1とする算出式が一般的である。他に、ヒトのEQを10とする式もある。

## 意味
脳化指数は、その体重に見合った脳の大きさに比べてどのくらい大きい脳を持っているかを示している。ただし、それが等しければ同程度の知性であるという先験的な理由は乏しい。
脳化指数に対し、脳の重量それ自体、あるいは、脳の重量を単純に体重で割った値は、ヒトよりずっと高い値になる種がいるなど、知性の指標としては明らかな不都合がある。脳化指数はそれらの値に比べれば、知性の指標として有効だと考えられる。しかしそれでも、知性には脳の多くの特徴が関与しており、脳化指数だけで判断することはできない。
たとえば、シロガオオマキザル Cebus albifrons の脳化指数は、類人猿で最高のチンパンジーの2倍に達するが、シロガオオマキザルがチンパンジーより知的ということはない。とりわけ、同種の間での比較に使うのは難しい。たとえば、イヌの主要な品種の中で最も脳化指数が高いのはチワワであるが、チワワが大型犬より知的ということはない。
哺乳類以外の動物は一般的にEQが低い傾向があるが鳥類はオウムやカラス、魚類ではオニイトマキエイやナンヨウマンタ、無脊椎動物ではタコなどが哺乳類に匹敵するEQがあり非常に高い学習能力があるとされる。しかし鳥類や魚類などの細胞のサイズは小さく一般に哺乳類より多くの脳細胞がある為哺乳類より小さな脳でも複雑な行動や学習能力を可能にしている。よって類が異なる生物の知能と脳の解剖学はどちらも哺乳類のものとは大きく異なる為直接的な比較は非常に困難であり、一概に知能が高い、低いとは断定できない。

## 主な動物の脳化指数
| 動物               | 脳重量    | EQ      | 出典  |
| ------------------ | --------- | ------- | ----- |
| ヒト               | 1250–1450 | 7.4–7.8 | [ 3 ] |
| バンドウイルカ     | 1350      | 5.3     | [ 3 ] |
| シロガオオマキザル | 0057      | 4.8     | [ 3 ] |
| オマキザル         | 0026–0080 | 2.4–4.8 | [ 3 ] |
| リスザル           | 0023      | 2.3     | [ 3 ] |
| チンパンジー       | 0330–0430 | 2.2–2.5 | [ 3 ] |
| アカゲザル         | 0088      | 2.1     | [ 3 ] |
| テナガザル         | 0088–0105 | 1.9–2.7 | [ 3 ] |
| クジラ             | 2600–9000 | 1.8     | [ 3 ] |
| 旧世界ザル         | 0041–0122 | 1.7–2.7 | [ 3 ] |
| マーモセット       | 0007      | 1.7     | [ 3 ] |
| キツネ             | 0053      | 1.6     | [ 3 ] |
| ゴリラ             | 0530–0570 | 1.5–1.8 | [ 3 ] |
| アフリカゾウ       | 4200      | 1.3     | [ 3 ] |
| カラス             |           | 1.25    |       |
| セイウチ           | 1130      | 1.2     | [ 3 ] |
| ラクダ             | 0762      | 1.2     | [ 3 ] |
| イヌ               | 0064      | 1.2     | [ 3 ] |
| リス               | 0007      | 1.1     | [ 3 ] |
| ネコ               | 0025      | 1.0     | [ 3 ] |
| スズメ             |           | 1.0     |       |
| ウマ               | 0510      | 0.9     | [ 3 ] |
| ヒツジ             | 0140      | 0.8     | [ 3 ] |
| ライオン           | 0260      | 0.6     | [ 3 ] |
| ウシ               | 0490      | 0.5     | [ 3 ] |
| マウス             | 0000.3    | 0.5     | [ 3 ] |
| ブタ               |           | 0.42    |       |
| ウサギ             | 0011      | 0.4     | [ 3 ] |
| ラット             | 0002      | 0.4     | [ 3 ] |
| ハリネズミ         | 0003.3    | 0.3     | [ 3 ] |
| ニワトリ           |           | 0.25    |       |
| フクロネズミ       | 0007.6    | 0.2     | [ 3 ] |